# Flores de Bach
Las Flores de Bach, también llamadas remedios florales de Bach o esencias florales de Bach, son la denominación genérica y comercial de un conjunto de preparados artesanales a base de soluciones de brandy y agua que contienen diluciones extremas de material floral de diversas especies vegetales silvestres o naturalizadas de la región de Gales y la Inglaterra contigua, desarrolladas por Edward Bach, un homeópata inglés, en la década de 1930. Bach afirmaba que el rocío que se encuentra en los pétalos de las flores conserva las propiedades curativas imaginadas de esa planta.
Las revisiones sistemáticas de los ensayos clínicos sobre los remedios florales de Bach han encontrado que estos no tienen mayor eficacia que un placebo. Al no contar con principios farmacológicamente activos más allá del alcohol que forma parte de la dilución, y por lo tanto, no poseer acción biológica o fisiológica alguna (como lo demuestran varios ensayos clínicos) no pueden ser considerados medicamentos.

## Descripción
El nombre genérico «flores de Bach» o «remedios florales de Bach» hace referencia a su creador, Edward Bach (1886-1936), un médico y homeópata inglés que inventó estos 38 preparados y desarrolló su utilización en una modalidad terapéutica conocida mayormente como flores de Bach.
Las soluciones de los remedios florales de Bach que contienen una mezcla 50:50 de agua y brandy, se denominan tintura madre. Los remedios florales en las soluciones que se venden en las tiendas son diluciones de tinturas madre en otro líquido. La mayoría de las veces el líquido que se utiliza es alcohol, por lo que el nivel de alcohol por volumen en la mayoría de los remedios de Bach está entre el 25 % y el 40 %.
Las soluciones no tienen el olor o sabor característico de las plantas que les dan origen debido al alto nivel de dilución. El proceso de dilución es tal, que da como resultado la probabilidad estadística de que quede poco más de una molécula por dosis. Los proponentes afirman que los remedios contienen la naturaleza "energética" o "vibratoria" de la flor y que esta puede transmitirse al usuario. Algunos describen las soluciones como medicinas vibratorias, lo que implica que se basan en el concepto pseudocientífico de la memoria del agua.
A menudo se etiquetan como homeopáticos porque algunos principios usados por Bach están derivados de la homeopatía y ambos productos están extremadamente diluidos en agua, pero no siguen otros principios de la homeopatía como la ley de los similares.
Los remedios generalmente se toman por vía oral. Cada solución se usa sola o junto con otras soluciones, y los defensores dicen que cada flor imparte cualidades específicas.
El producto de solución más conocido es la combinación llamada Remedio de Rescate (Rescue Remedy), que contiene la misma cantidad de remedios de rosa de roca, impatiens, clemátide, estrella de Belén y ciruela cereza. Rescue Remedy es una marca comercial y otras compañías producen la misma fórmula con otros nombres, como por ejemplo Remedio de cinco flores (Five Flower Remedy).

## Fundamentos

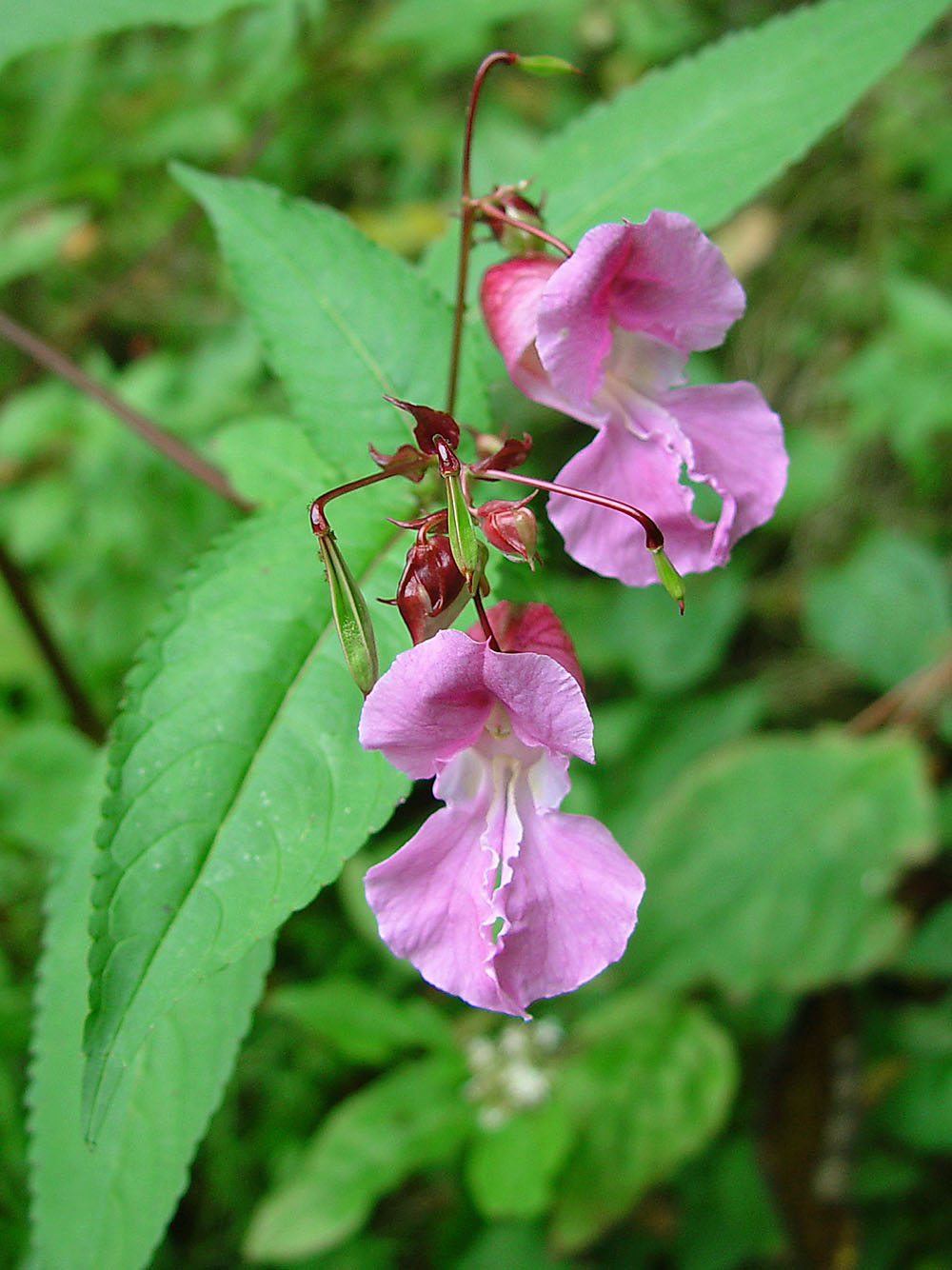
Impatiens glandulifera. Linneo llamó Impatiens al género porque dispara sus semillas. Bach consideró que eso la hacía apta para curar la impaciencia.

Bach creía que la enfermedad era el resultado de un conflicto entre los propósitos del alma y las acciones y la perspectivas de la personalidad. Esta guerra interna, según Bach, conduce a estados de ánimo negativos y al "bloqueo de energía", que él creía causa una "falta de armonía", lo que a su vez conduce a enfermedades físicas.
Bach derivaba sus soluciones de forma intuitiva y basándose en lo que él percibía como conexiones psíquicas con las plantas, en lugar de utilizar investigaciones basadas en el método científico. Si Bach sentía una emoción negativa, colocaba su mano sobre diferentes plantas, y si una aliviaba la emoción, le atribuía el poder de curar ese problema emocional a esa planta. Imaginaba que la luz del sol de la mañana que pasa a través de las gotas de rocío en los pétalos de las flores transfiere el poder curativo de la flor al agua, por lo que recogía las gotas de rocío de las plantas y conservaba el rocío con una cantidad igual de brandy para producir una "tintura madre" que sería diluida antes de su uso.
Más tarde, descubrió que la cantidad de rocío que podía recolectar no era suficiente, por lo que suspendía flores en agua de manantial y dejaba que los rayos del sol las atravesaran. Si esto no era práctico debido a la falta de luz solar u otras razones, escribió que las flores pueden hervirse. El resultado de este proceso es lo que Bach denominó la "tintura madre", que luego se diluye antes de la venta o uso.

Bach estaba satisfecho con el método, por su sencillez y porque implicaba un proceso de combinación de los cuatro elementos, lo que explicaba de la siguiente manera: 
"La tierra para nutrir la planta, el aire del que se alimenta, el sol o el fuego para que pueda impartir su poder y el agua para recolectar y enriquecerse con su benéfica curación magnética".
Al momento de su muerte en 1936, con 50 años de edad, Bach había creado un sistema de 38 remedios florales diferentes junto con sus correspondientes teorías de dolencias.

## Eficacia de las flores de Bach
Los estudios más rigurosos no han encontrado en las flores de Bach ningún efecto beneficioso que no sea un placebo.
El acto de tomar lo que se considera un remedio puede actuar como ritual relajante.

En una revisión de 2002 de la base de datos de ensayos clínicos aleatorizados, Edzard Ernst concluyó:
La hipótesis de que los remedios florales están asociados con efectos más allá de una respuesta al placebo no está respaldada por datos de ensayos clínicos rigurosos.
Otra revisión sistemática en 2009 concluyó:
La mayor parte de la evidencia disponible sobre la eficacia y seguridad de los remedios florales de Bach tiene un alto riesgo de sesgo. Concluimos que, según los eventos adversos informados en estos seis ensayos, los remedios florales de Bach probablemente sean seguros. Existen pocos ensayos prospectivos controlados de remedios florales de Bach para problemas psicológicos y dolor. Nuestro análisis de los cuatro ensayos controlados de remedios florales de Bach para la ansiedad ante los exámenes y el TDAH indica que no hay evidencia de beneficio en comparación con una intervención de placebo.
Una revisión sistemática más reciente publicada en 2010 por Ernst concluyó:
Todos los ensayos controlados con placebo han sido incapaces de demostrar eficacia. Se concluye que los ensayos clínicos más fiables no muestran diferencias entre los remedios florales y los placebos.
A veces se promociona a los remedios florales como capaces de estimular el sistema inmunológico, pero "no hay evidencia científica que demuestre que los remedios florales pueden controlar, curar o prevenir cualquier tipo de enfermedad, incluido el cáncer".
Por otra parte, a la luz de la ciencia químico-farmacológica, son discutidos la metodología de elaboración (aunque sus métodos figuran en la Farmacopea Británica y U.S.P.) y también los posibles mecanismos de acción de estos «remedios» florales, en función de su carencia de principios activos de orden vegetal (recuérdese que no es una forma de fitoterapia).
En otro aspecto, se especula que las flores de Bach podrían resultar útiles para entender los mecanismos que podrían explicar el efecto placebo en intervenciones a medio y largo plazo.